# مؤسسة البث الباكستانية
مؤسسة البث الباكستانية (بالأردوية: پاكستان نشریات)‏؛ المعروف أيضا باسم صوت باكستان، هو مذياع الخدمة العامة الباكستانية. بدأت إذاعة باكستان ولكن في 20 ديسمبر 1972 تم تغييره إلى هيئة قانونية يحكمها مجلس الإدارة والمدير العام. تشمل الخدمات الإذاعية راديو باكستان، وتشمل العمليات التلفزيونية PTV بولان وPTV العالمية وPTV الرئيسية وPTV الوطنية وأخبار PTV وPTV الرياضة وPTV العالم. تدير أيضًا خدمات تلفزيونية لأزاد جامو وكشمير تحت تلفزيون AJK. يتم بث الراديو والتلفزيون عبر ترددات الأقمار الصناعية والكابلات وFM وAM والراديو.
حدد البرمجة هو متاح أيضا من خلال WRN.
تقدم إذاعة باكستان وباكستان برامج باللغة الأردية والإنجليزية على برامجها الإذاعية والتليفزيونية الوطنية، بينما تقدم برامج في 23 لغة إقليمية مختلفة على خدماتها الإذاعية المحلية والقنوات. يتم بث خدماتها الخارجية ثماني ساعات يوميًا بعشر لغات أجنبية مختلفة، تغطي الشرق الأوسط وآسيا الوسطى وجنوب آسيا والشرق الأقصى آسيا وأجزاء من أوروبا الشرقية. توظف الإعلانات التجارية لتكملة تمويلها الفيدرالي على البث التلفزيوني. تستخدم خدمة الراديو الإعلانات التجارية منذ بدايتها.

## روابط خارجية
- الموقع الرسمي لراديو PBC في باكستان (باللغة الأردية)
- صفحة الويب لراديو باكستان (باللغة الإنجليزية)
- حريق يدمر 14 أستوديو لراديو باكستان - DAWN.com (باللغة الإنجليزية)